# Oceanus Procellarum
Der Oceanus Procellarum (lateinisch „Ozean der Stürme“) ist eine sehr große, unregelmäßig geformte  Marefläche auf dem Erdmond im westlichen Teil der erdzugewandten Mondseite. Den Namen hat er von der früheren Annahme, dass der Mond im letzten Viertel der Mondphasen, in dem von allen Maria hauptsächlich diese Formation beleuchtet ist, schlechtes Wetter bringe.

## Geografie
Oceanus Procellarum ist mit 2.500 km Ausdehnung in Nord-Süd-Richtung und einer Fläche von mehr als 4.000.000 km² das größte der „Mondmeere“. Wie alle Maria wurde er von vulkanischen Aktivitäten gebildet, bei denen Lava und basaltisches Magma das Gebiet mit einer dicken, fast flachen Decke überzog. Anders als die meisten anderen Maria entstand er aber nicht durch einen Einschlag, sondern durch überfließendes Magma aus anderen Regionen, worauf die unregelmäßige Begrenzung hindeutet. Die Mondkruste unter der Basaltdecke bildet daher kein Einschlagsbecken, sondern ist relativ flach und ohne Mascons.
Die Grenzen des Oceanus Procellarum sind sehr unklar. Verschiedene „Randmeere“ und „Buchten“ tragen eigene Namen und es ist nicht klar, ob sie Teile des Oceanus Procellarum darstellen oder eigene Objekte.
Im Norden des Oceanus Procellarum liegt die „Bucht“ Sinus Roris. An seiner östlichen Hälfte liegen viele kleinere „Meere“ und „Buchten“. Im Nordosten ist Oceanus Procellarum vom großen Rund des Mare Imbrium nur durch einen flachen Übergang und die „Mondkarpaten“ getrennt, im Südosten vom Mare Nubium durch die Montes Riphaeus. Im Süden grenzt er an das Hochland beim Mare Humorum, im Südwesten an jenes zum Einschlagbecken Grimaldi.
Ursprünglich war der Oceanus Procellarum im Osten deutlich größer definiert, so dass er den Krater Copernicus einschloss. Seit 1976 das Mare Insularum in die Selenografie eingeführt wurde, bildet der Krater Kepler jedoch die ungefähre Grenzmarkierung zwischen dem Oceanus Procellarum und dem Mare Insularum.

## Erkundung
Die unbemannten Mondsonden Surveyor 1 und 3, Luna 9 (erste weiche Landung auf dem Mond in der Geschichte der Raumfahrt) und Luna 13 sowie Chang’e 5 landeten im Oceanus Procellarum, ebenso die bemannte Apollo-12-Mission (deren Landeplatz nach heutiger Benennung hingegen am Rand des Mare Insularum zum Mare Cognitum hin liegt).

## Rezeption in der Musik
Der Komponist Paul Dessau schrieb 1967 ein Orchesterwerk mit dem Titel Meer der Stürme.